# Apeadeiro de São João de Loure

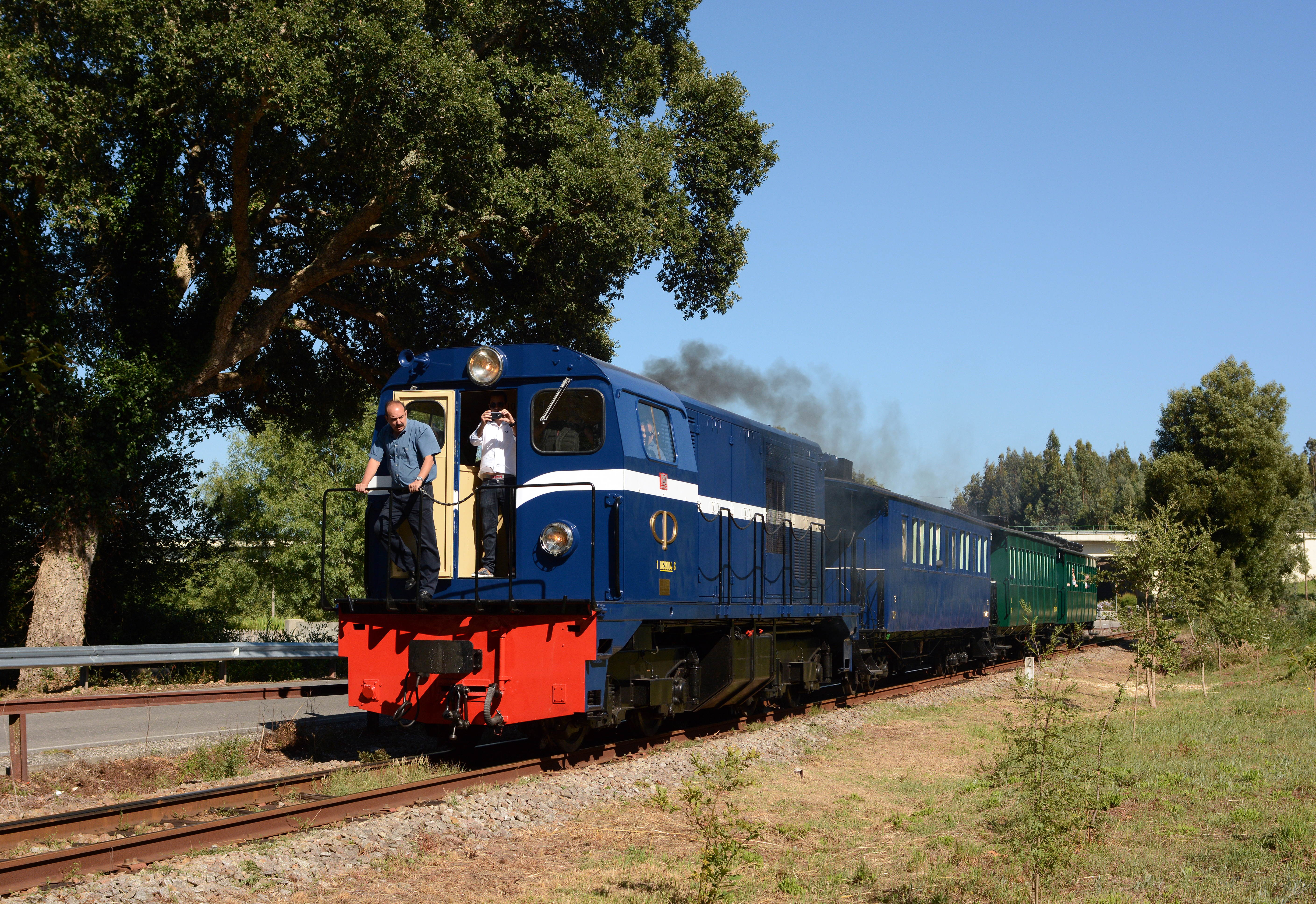
Comboio Histórico do Vouga circulando perto de São João de Loure, em 2017.

O Apeadeiro de São João de Loure é uma gare ferroviária do Ramal de Aveiro, que serve a localidade de São João de Loure, no Distrito de Aveiro, em Portugal.

## Descrição

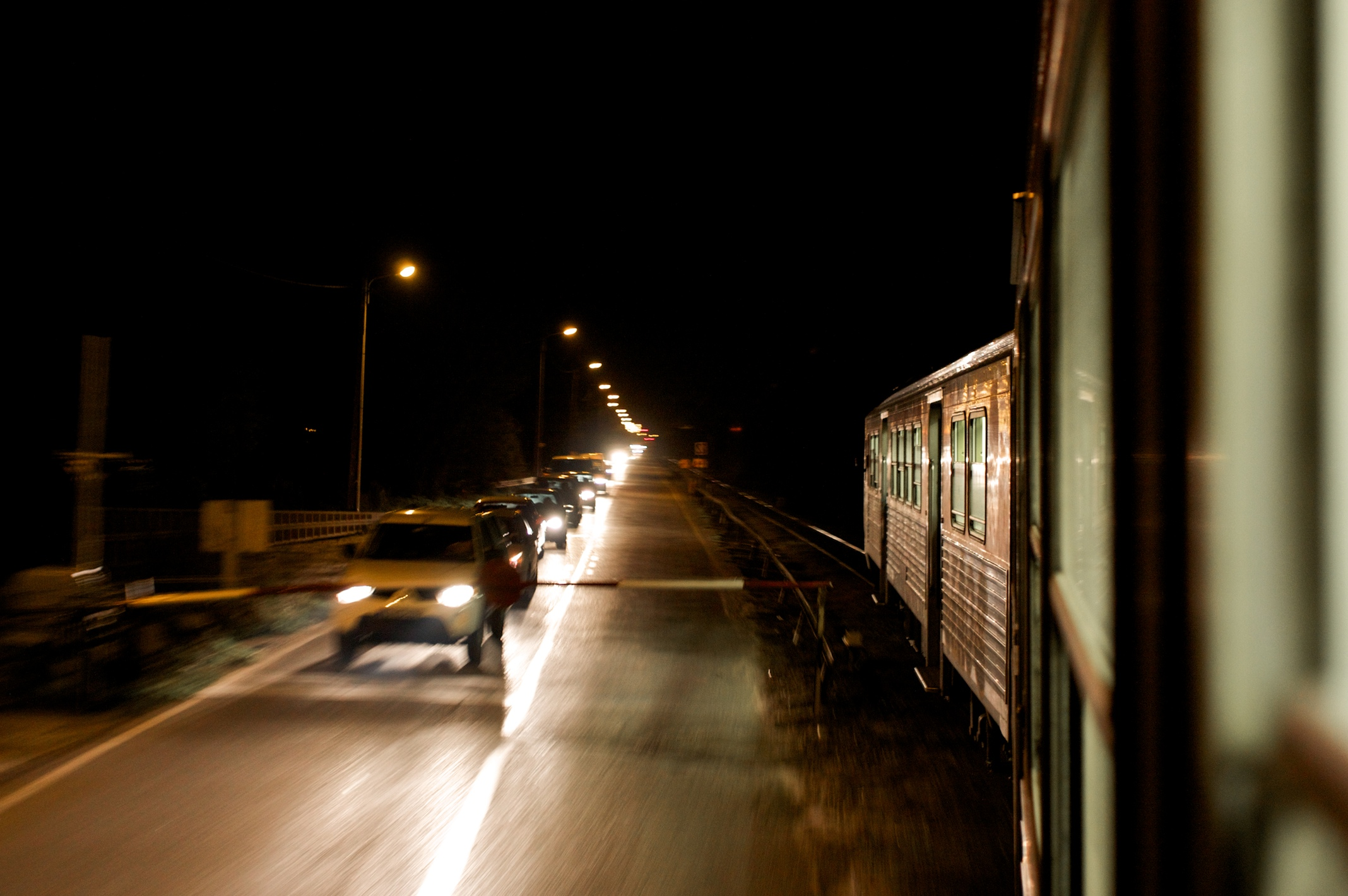
Serviço regional noturno cruzando uma passagem de nível em direção a São João de Loure, em 2009.

### Serviços
Em dados de 2022, esta interface é servida por comboios de passageiros da C.P. de tipo regional, com onze circulações diárias em cada sentido, entre Aveiro e Sernada do Vouga (três destas encurtadas a Águeda ou a Macinhata do Vouga); como habitual nos apeadeiros desta linha, trata-se de uma paragem condicional, devendo os passageiros avisar antecipadamente o revisor para desembarques e assinalar da plataforma ao maquinista para embarques.

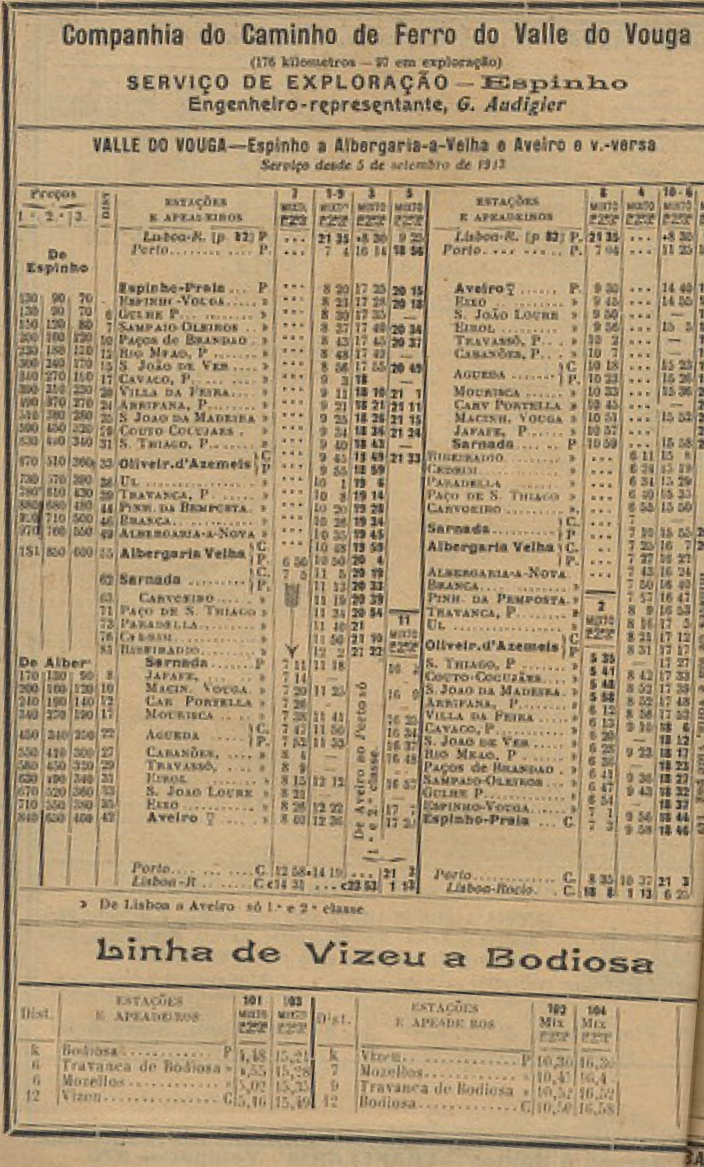
Horário da rede do Vouga em 1913, incluindo São João de Loure.

## História
Este apeadeiro situa-se no troço entre Albergaria-a-Velha e Aveiro da rede ferroviária do Vouga, que foi inaugurado em 8 de Setembro de 1911, tendo sido construído pela Compagnie Française pour la Construction et Exploitation des Chemins de Fer à l'Étranger. (Em 1 de Janeiro de 1947, a gestão da rede do Vouga passaria a ser realizada pela Companhia dos Caminhos de Ferro Portugueses.)
São João de Loure consta já dos horários da Linha do Vouga em 1913; não obstante, em 1985 este interface era ainda um ponto de paragem na linha, com infraestrutura mínima, sem plataformas nem abrigo para os passageiros — que foram mais tarde edificados.